# Emperatriz Deng Sui

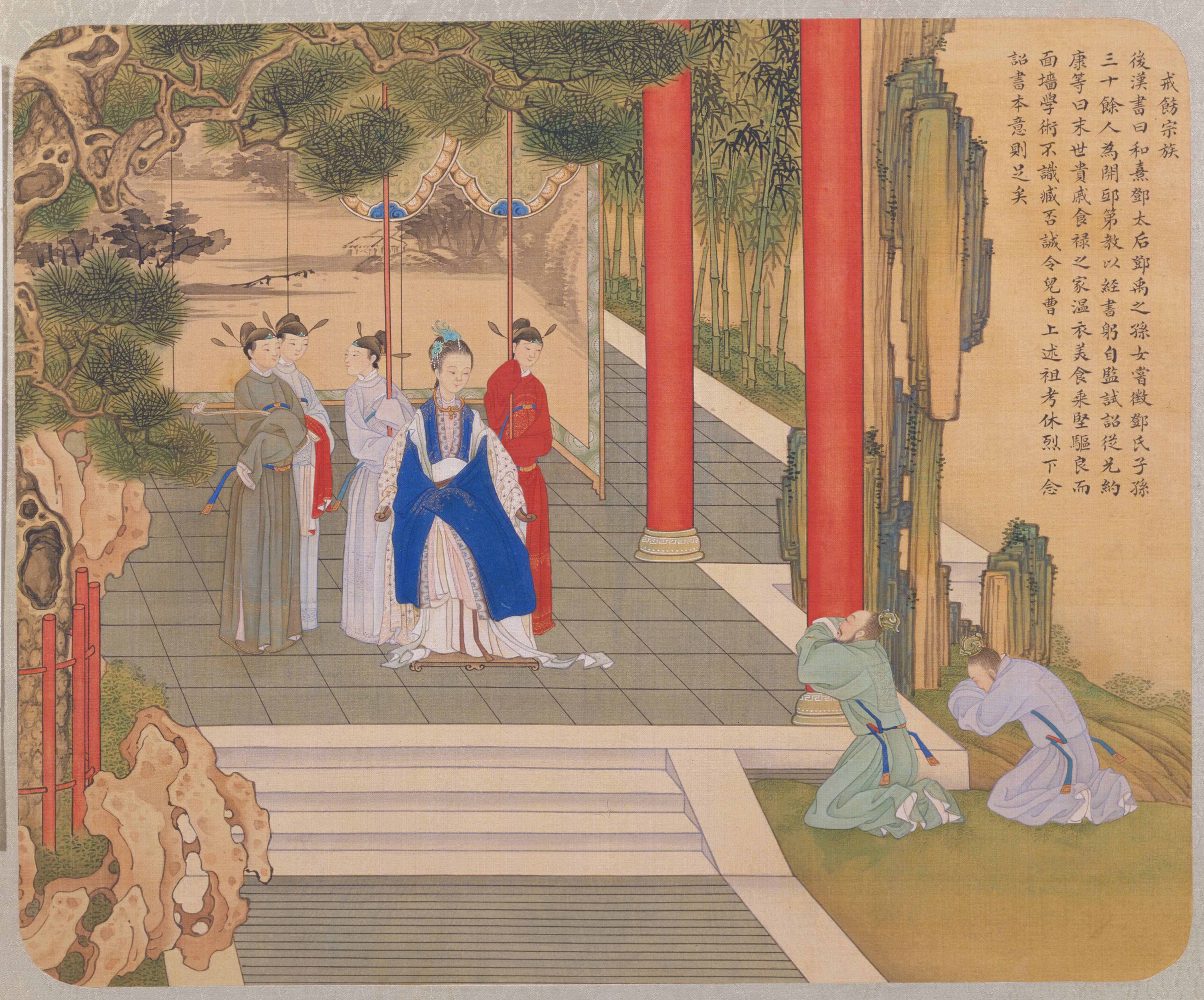
La emperatriz acompañada de su séquito.

Deng Sui (81-121 d. C.), formalmente Emperatriz Hexi, fue una emperatriz durante la dinastía Han de la historia de China. Fue segunda esposa del Emperador He, y después de su muerte "gobernó el Imperio durante la siguiente década y media con notable competencia". Como emperatriz viuda, se desempeñó como regente del emperador Shang, el hijo del emperador He, y del sobrino del emperador An, entre 106 y 121 d. C. Es considerada como la última gobernante efectiva del Imperio Han, ya que los emperadores posteriores y las emperatrices viudas se vieron envueltos en luchas de poder internas y corrupción, lo que llevó a la caída del Imperio.
Deng Sui fue considerada una administradora capaz y diligente. Se la considera responsable de la primera adopción oficial de papel en el mundo y fue reconocida por su rol como mecenas de las artes. Durante su regencia, recortó los gastos del palacio, brindó alivio a los pobres, hizo frente al desafío de los desastres naturales que tuvieron lugar durante su mandato, incluidas inundaciones devastadoras, sequías y tormentas de granizo en varias partes del imperio, así como sofocar en gran medida las guerras con Xiongnu y Qiang. Fue elogiada por su atención a la justicia penal. 
Como parte de su interés por la cultura, la emperatriz Deng creó nuevos puestos para los académicos, alentó el pensamiento original y fue responsable de la estandarización de los cinco clásicos. Convocó a 70 miembros de las familias imperiales para estudiar los clásicos y supervisó sus exámenes ella misma.

## Primeros años
Deng Sui nació en el año 81 d. C. en Nanyang. Su padre Deng Xun (鄧 訓) fue el sexto hijo de Deng Yu, el primer ministro del emperador Guangwu. Su madre, Lady Yin, era hija de un primo de la esposa del emperador Guangwu, la emperatriz Yin Lihua. Tenía un interés notable en estudiar, y fue capaz de leer textos históricos a los seis años y recitar el shujing y el lunyu a los doce.
Fue seleccionada para estar en el palacio en el año 95. Se convirtió en consorte del emperador He en 96, cuando ella tenía 15 años y él 17.

## Consorte imperial y emperatriz
Cuando Deng Sui se convirtió en consorte imperial, el emperador ya había nombrado a la emperatriz Yin. La emperatriz Yin tenía una relación tensa con Deng Sui. Por sus actitudes hacia Deng y otras consortes, Yin finalmente perdió el favor del emperador. 
En 102, la emperatriz Yin y su abuela, Deng Zhu (鄧 朱), fueron acusadas de usar la brujería para maldecir a las consortes imperiales (incluyendo a la consorte Deng). Yin fue destituida y murió alrededor del 102. El emperador le dio el título de emperatriz a Deng para reemplazar a Yin.
Como emperatriz, la emperatriz Deng fue descrita como diligente y humilde, y se resistió a las ofertas del emperador He para promover a sus parientes. Fue discípula de Ban Zhao, a quien nombró como dama de honor.
Deng Sui también prohibió que las encomiendas y principados le ofrecieran tributos, que solían recibir las emperatrices. Como emperatriz, rechazó todos los tributos del extranjero e insistió en recibir obsequios anuales de papel y tinta.

## Como regente del Emperador Shang
En 106, con China enfrentando una crisis financiera, el Emperador He murió, creando una crisis de sucesión. La emperatriz Deng y todas las consortes imperiales llevaban mucho tiempo sin hijos. Las fuentes describen al Emperador He como habiendo tenido varios hijos que murieron a una edad temprana. A finales del reinado del Emperador He, tuvo dos hijos, Liu Sheng y Liu Long. Bajo la superstición de la época, se pensaba que los niños podrían sobrevivir mejor si crecían fuera del palacio, a la luz de la muerte prematura de sus otros hermanos, por lo que ambos fueron entregados a padres adoptivos.
En el momento en que murió el emperador He, Liu Sheng, el hijo mayor, aún era joven (aunque no existen registros históricos de su edad al momento del fallecimiento) y se cree que estaba constantemente enfermo. El más joven, Liu Long, solo tenía 100 días. Ambos fueron bienvenidos al palacio, y la emperatriz Deng nombró a Liu Long como príncipe heredero, creyendo que sería más saludable que su hermano Liu Sheng. El poder estaba en manos de la emperatriz viuda Deng, como regente del emperador infantil, y de su hermano Deng Zhi (鄧 騭), quien se convirtió rápidamente en el funcionario más poderoso de la corte.
A finales de 106, el joven emperador murió, creando una nueva crisis de sucesión. En ese momento, los funcionarios se habían dado cuenta de que el príncipe Sheng (entonces príncipe de Pingyuan) no estaba tan enfermo como se pensaba inicialmente, y en general querían que fuera emperador. Sin embargo, la emperatriz viuda Deng, preocupada de que el príncipe Sheng guardara rencor por no haber sido nombrado emperador primero, tenía otras ideas. Ella insistió en hacer emperador al primo del emperador Shang, el príncipe Hu, quien fue visto por algunos como el heredero legítimo. Asumió el trono como Emperador An, a los 12 años.

## Como regente del emperador An
Cuando el emperador An ascendió al trono, su padre Liu Qing todavía estaba vivo, al igual que su esposa, la consorte Geng, que había permanecido con él en la capital, Luoyang, hasta su ascensión. La madre del emperador An, la consorte Zuo Xiao'e (左 小娥), la concubina de Liu Qing, había muerto un tiempo antes. Sin embargo, Deng Sui pudo asegurar el control exclusivo sobre el joven emperador enviando a la consorte Geng a unirse a su esposo Liu Qing en el Principado de Qinghe.
Deng Sui demostró ser una regente capaz que no toleraba la corrupción, ni siquiera por parte de los miembros de su propia familia. También llevó a cabo reformas al derecho penal. Por ejemplo, en 107, emitió un edicto que extendía el período de apelación de la pena de muerte. Extendió un perdón general que benefició a las personas cuyos derechos habían sido removidos por asociarse con la familia de la Emperatriz Dou, cuya familia había sido poderosa durante los primeros tiempos del reinado del Emperador He.
Deng Sui recortó los gastos de la corte real, como la fabricación de artesanías costosas, como tallas de jade y marfil, y despidió a los asistentes de palacio que cumplían funciones superfluas. También exigió menos tributos a las provincias. Mientras era emperatriz, abrió dos veces los graneros imperiales para alimentar a los hambrientos; obligó a la reducción de los ingresos que recibían los propietarios de las tierras que alquilaban; reparó cursos de agua y eliminó los banquetes y los rituales de la corte.
En el 107, sin embargo, habría grandes problemas en las fronteras. Primero, los reinos de las Regiones Occidentales (o Xiyu, Xinjiang moderno y Asia Central), que se habían sometido a la soberanía Han durante los tiempos del gran general Ban Chao, habían estado resistiendo a los sucesores de Ban durante algún tiempo debido a sus duras regulaciones, y en 107, la emperatriz viuda Deng finalmente decretó que Xiyu fuera abandonada. Ese mismo año, las tribus Qiang, que habían sido oprimidas por funcionarios Han durante más de una década y temerosas de que se les ordenara sofocar las rebeliones de Xiyu, se rebelaron. Esta fue una gran rebelión, que afectó a una amplia región sobre la moderna Shaanxi, Gansu y el norte de Sichuan, y las fuerzas de Qiang incluso hicieron incursiones en la moderna Shanxi y amenazaron a la capital en un momento. La situación se volvió tan grave que Deng Zhi, el hermano de Deng Sui, consideró abandonar la provincia de Liang (涼州, Gansu), una propuesta que la emperatriz rechazó. La rebelión no sería sofocada hasta 118, momento en el que el imperio occidental estaba en ruinas.
Además, de 107 a 109, hubo muchos desastres naturales: inundaciones, sequías y granizo en diferentes partes del imperio. La emperatriz viuda Deng fue muy eficaz en la organización de los esfuerzos de socorro en casos de desastre.
En 109, la parte Sur de Xiongnu, que había sido un vasallo leal hasta ese momento, también se rebeló, creyendo que el Imperio Han había sido tan debilitado por las rebeliones de Qiang que sería un blanco fácil. Sin embargo, después de que Han hiciera una fuerte demostración de fuerza, Xiongnu sur se sometió nuevamente y no se convertiría en un lugar problemático para el resto de la dinastía Han.
En 110, la madre de la emperatriz viuda Deng, Lady Yin, murió. Sus hermanos renunciaron a sus puestos en la corte para observar un período de duelo durante tres años, y después de no aprobar inicialmente la solicitud, ella finalmente lo hizo, por sugerencia de la erudita Ban Zhao. Sin embargo, aunque carecían de puestos importantes en el gobierno, siguieron siendo  asesores. A medida que pasaban los años, la naturaleza humilde original de la emperatriz viuda Deng pareció desgastarse por completo a medida que se aferraba al poder, y cuando algunos de sus parientes y asociados cercanos sugirieron que transfiriera las autoridades al emperador An, se enojó con ellos y no quiso hacerlo.
En 121, la emperatriz viuda Deng murió y fue enterrada con su esposo, el emperador He, con todos los honores. El emperador An finalmente tomó el poder a los 28 años. Su nodriza Wang Sheng (王聖) y los eunucos de confianza Li Run (李 閏) y Jiang Jing (江 京), que habían esperado durante años para tener el poder, acusaron falsamente a la emperatriz viuda Deng de haber considerado deponer al emperador An y reemplazarlo con su primo, Liu Yi (劉 翼) el Príncipe de Hejian. Enfadado, el emperador An sacó del gobierno a todos los parientes de la emperatriz viuda Deng y obligó a muchos de ellos a suicidarse. Más tarde ese año, sin embargo, revocó parcialmente sus órdenes, y algunos de los parientes de la emperatriz viuda Deng pudieron regresar, pero el clan había sido diezmado para entonces.